# Lijst van afleveringen van Will & Grace
Dit is een lijst van afleveringen van Will & Grace. Elke aflevering van de sitcom Will & Grace duurt 22 minuten; een half uur inclusief de reclames. Hier volgt een lijst met de afleveringen van de serie, gesorteerd per seizoen.

## Seizoen 1 (1998-1999)
| Titel | Uitzenddatum VS   | Nr.       |
| --- | ----------------- | --------- |
| “The Pilot" (beter bekend als "Love & Marriage") | 21 september 1998 | 1 (1.01)  |
| Grace krijgt onverwacht een huwelijksaanzoek van haar vriendje Danny. Will probeert blij voor haar te zijn om hun vriendschap te redden, maar kan het niet laten haar te vertellen wat hij ervan vindt |                   |           |
| "A New Lease On Life" | 28 september 1998 | 2 (1.02)  |
| Grace heeft geen slaapplaats en vraagt of ze een tijdje bij Will kan logeren. Die heeft de slaapkamer echter al aan Jack beloofd. Karen ontmoet Jack voor de eerste keer en het klikt meteen tussen de twee |                   |           |
| "Head Case" | 5 oktober 1998    | 3 (1.03)  |
| Will en Grace klikken geweldig als vrienden, maar huisgenoten is een heel ander verhaal. Grace wil een grote badkamer van de twee kleine maken, en Will kan het maar moeilijk accepteren. Jack en Karen helpen hen in hun stroeve relatie                                                                         |                   |           |
| "Between A Rock And Harlin's Place" | 12 oktober 1998   | 4 (1.04)  |
| Grace helpt de baas van Will met het inrichten van zijn huis. Zij en Will slaan echter een beetje door met het cowboythema. Ondertussen helpt Karen Jack met de beginnen van zijn nieuwe onemanshow: Just Jack .                                                                                                  |                   |           |
| "Boo! Humbug" | 26 oktober 1998   | 5 (1.05)  |
| Het is Halloween, en Will en Grace zijn genoodzaakt om op de twee kinderen van Halin te passen. De twee zeggen echter geen woord en houden hun maskers op. Jack en Karen gaan de stad in, en Karen wordt aangezien voor een travestiet. Ze blijkt daar een stuk minder moeite mee te hebben dan Jack.             |                   |           |
| "William, Tell" | 9 november 1998   | 6 (1.06)  |
| Grace wordt gek van nieuwsgierigheid als Jack onthult dat Will een groot geheim voor haar heeft. Een geheime ontmoeting tussen Karen en Will maakt het daar niet beter op. Karen bespreekt echter een mogelijke scheiding met Will als advocaat.                                                                  |                   |           |
| "Where There's A Will, There's No Way" | 16 november 1998  | 7 (1.07)  |
| Grace geeft Will er de schuld voor dat ze geen behoefte meer heeft aan een vriendje; ze hebben het veel te leuk samen. Ondertussen is Jack hopeloos op zoek naar een manier om van de belastingcontrole af te komen.                                                                                              |                   |           |
| "Buying Game" | 30 november 1998  | 8 (1.08)  |
| De hulp van Will wordt door Grace ingeroepen; ze krijgt de kans om het bedrijfspand dat ze huurt over te kopen. Will gebruikt een harde zakentechniek die Grace nogal beledigd. Jack begint zijn carrière als masseur en neemt Karen als zijn eerste klant. Die geniet er alleen iets te veel van.                |                   |           |
| "The Truth About Will & Dogs" | 15 december 1998  | 9 (1.09)  |
| Grace neemt tegen de wil van Will in een hond. Tot ieders verbazing raakt Will wel erg aan de hond gehecht. Jack en Karen maken zich zorgen om Will en Grace en overtuigen hun ervan om een dagje weg te gaan. Intussen passen zij op de hond...                                                                  |                   |           |
| "The Big Vent" | 5 januari 1999    | 10 (1.10) |
| Will en Grace vinden een nieuw warm plekje door een ventilatieputje, tot ze de smeuïge conversaties van de benedenburen horen en ze langzaam verslaafd raken aan hun leven. Jack gebruikt de ongezonde relatie van Will en Grace als materiaal voor zijn onemanshow, dit tot afschuw van Will en Grace zelf.      |                   |           |
| "Will On Ice" | 12 januari 1999   | 11 (1.11) |
| Het is de verjaardag van Will en de drie nemen hem mee naar een schaatsshow. Grace en Jack blijken echter de enigen te zijn die geïnteresseerd zijn in kunstschaatsen. Will en Karen hebben eindelijk iets gemeenschappelijks gevonden; ze haten de show.                                                         |                   |           |
| "My Fair Maid-y" | 2 februari 1999   | 12 (1.12) |
| Grace doet mee aan een wedstrijd voor interieurontwerpsters en is er helemaal door geobsedeerd. Will huurt een schoonmaakster voor haar in, met wie Grace een wel een hele vreemd band krijgt. Ondertussen gebruikt Jack het kantoor van Will om zich voor te doen als advocaat om een man te verleiden.          |                   |           |
| "The Unsinkable Mommy Adler" | 9 februari 1999   | 13 (1.13) |
| De moeder van Grace komt op bezoek. Ze heeft een nog groter talent dan Karen om alles aan haar dochter af te kraken en haar vrienden juist op te hemelen. Grace begint zich af te vragen of ze werkelijk een oude vrijster aan het worden is, net als haar moeder.                                                |                   |           |
| "Big Brother Is Coming, deel 1" | 16 februari 1999  | 14 (1.14) |
| Er wordt een verrassingsfeest voor Jack gegeven en tot Wills ongenoegen komt hij zijn oudere broer Sam daar tegen. Hij weigert met hem te praten over problemen uit het verleden, maar Grace kan wel erg goed met hem opschieten.                                                                                 |                   |           |
| "Big Brother Is Coming, deel 2" | 23 februari 1999  | 15 (1.15) |
| Grace vertelt over haar relatie met Sam, de broer van Will. De relatie tussen Will en zijn broer verslechterd hierdoor nog verder. Ondertussen helpt Karen Jack met zijn leven als dertiger. |                   |           |
| "Yours, Mine Or Ours" | 2 maart 1999      | 16 (1.16) |
| Will en Grace hebben allebei een dinertje met hun nieuwe buurman. Ze denken beide dat hij iets in hun ziet, en roepen uiteindelijk de hulp in van expert Jack om te bepalen of hij homo of hetero is. Karen probeert voor de verandering een goede assistente van Grace te zijn.                                  |                   |           |
| "Secrets & Lays" | 23 maart 1999     | 17 (1.17) |
| Grace neemt Will en de anderen een weekendje mee naar Vermont, om Will af te leiden. Het zou dat weekend zijn zevenjarige jubileum met zijn ex-vriendje zijn. In de middle of nowhere blijkt er echter meer te doen te zijn dan verwacht.                                                                         |                   |           |
| "Grace, Replaced" | 8 april 1999      | 18 (1.18) |
| Grace is te druk bezig met haar werk en Will ziet haar steeds minder. Hij ontmoet zijn onderbuurvrouw Val, die al snel de plaats van Grace in lijk te nemen. Jack zoekt hulp bij Karen omdat hij taakstraf heeft gekregen voor geweldpleging; hij heeft een parkeerwacht geslagen.                                |                   |           |
| "Will Works Out" | 22 april 1999     | 19 (1.19) |
| Will en Jack gaan samen naar de sportschool, maar Jack is zo overduidelijk op zoek naar een man dat Will zich ervoor schaamt. Karen en Grace houden een meidenavond met de bedoeling Karen te helpen met haar huwelijksproblemen. De twee doen al snel andere dingen.                                             |                   |           |
| “Saving Grace" | 29 april 1999     | 20 (1.20) |
| Grace krijgt een droombaan bij een grove en arrogante werkgever. Hij lijkt echter helemaal onder de indruk van Will, en dreigt Grace te ontslaan als ze geen uitje met Will voor hem regelt. Uit vriendschap voor Grace stemt Will in. Karen en Jack leren hem iemand te zoenen die hij niet aantrekkelijk vindt. |                   |           |
| "Alley Cats" | 6 mei 1999        | 21 (1.21) |
| De vrienden van Will en Grace, Rob en Ellen, beginnen zich te ergeren aan de houding van Grace als ze spelletjes aan het spelen zijn. Hoewel de rest het voor hun plezier doet, denkt Grace alleen aan winnen. Jack en Karen leren mond-op-mondbeademing, en Karen redt daarmee iemands leven.                    |                   |           |
| "Object Of My Rejection" | 13 mei 1999       | 22 (1.22) |
| Will is geschokt als hij erachter komt dat Grace weer uitgaat met haar ex-vriendje Danny. Karen regelt een huwelijk tussen Jack en haar bediende Rosario om de latina een verblijfsgunning te geven. |                   |           |

## Seizoen 2 (1999-2000)
| Titel | Uitzenddatum VS   | Nr.       |
| --- | ----------------- | --------- |
| "Guess Who's Not Coming To Dinner" | 21 september 1999 | 23 (2.01) |
| Grace verhuist; ze koop het appartement tegenover Will. Om haar onafhankelijkheid te bewijzen geeft ze een dinertje; zonder meubels, gerechten en gezelligheid. Jack is intussen genoodzaakt om in het bediendeverblijf in Karens huis te wonen om zijn schijnhuwelijk met Rosario op te houden. |                   |           |
| "Election" | 28 september 1999 | 24 (2.02) |
| Er heerst onvrede in het appartementenblok waar Will en Grace wonen. Grace besluit zich in de strijd te werpen om het presidentschap over het gebouw en komt hierbij tegenover haar vriend Will te staan. Intussen laat Karen de papegaai per ongeluk vrij. |                   |           |
| "Das Boob" | 2 november 1999   | 25 (2.03) |
| Jack is geschokt als hij erachter komt dat Will uitgaat met zijn ex. Grace probeert intussen een oud schoolvriendje en kunstenaar te verleiden door een water-bh te kopen. Tot die begint te lekken tijdens een kunstvoorstelling... |                   |           |
| "Whose Mom Is It Anyway?" | 9 november 1999   | 26 (2.04) |
| De moeder van Grace staakt eindelijk haar pogingen om Grace aan de man te brengen en richt zich op Will. Grace is echter onaangenaam verrast als ze dit merkt en wordt jaloers. Jack en Rosario proberen de vreemdelingendienst te misleiden. |                   |           |
| "Polk Defeats Truman" | 16 november 1999  | 27 (2.05) |
| Tot afgrijzen van Grace laat Will zijn kleinere cliënten lopen om al zijn aandacht op de rijke Harlin te richten. Dit wordt hem echter fataal. Ondertussen heeft Stan, de man van Karen, zijn vrouw een budget gegeven voor kleding. Grace helpt haar bij het veranderen van haar uitgavepatroon door haar mee te nemen naar een gewoon winkelcentrum. |                   |           |
| "To Serve & Disinfect" | 23 november 1999  | 28 (2.06) |
| Will en Grace maken beide een heel vieze dag door; Will als serveerder voor Jacks cateringbedrijf terwijl als zijn ex-collegae in het restaurant werken, en Grace terwijl ze alle sekshops van New York doorkruist om alle seksvideo's van Karen die ze vroeger had gemaakt te vernietigen. |                   |           |
| "Homo For The Holidays" | 25 november 1999  | 29 (2.07) |
| Voor Thanksgiving komt de moeder van Jack langs. Tot ieders grote verbazing heeft Jack haar nog verteld dat hij homo is, en zij heeft ook geen flauw vermoeden. Die avond leert Jack ook dat zijn vader eigenlijk zijn vader niet is. |                   |           |
| "Terms of Employment" | 30 november 1999  | 30 (2.08) |
| Grace klaagt een klant aan, maar die schaart zich achter een groot advocatenbureau. Will treedt op voor zijn vriendin, en krijgt hierdoor een baan bij het advocatenbureau. Ondertussen werken Jack en Karen aan een anti-seksuele intimidatie reclamespot. Ze geven daar echter het verkeerde voorbeeld. |                   |           |
| "I Never Promised You An Olive Garden" | 14 december 1999  | 31 (2.09) |
| Will en Grace laten hun vrienden Rob en Ellen vallen voor nieuwe, hippere mensen met wie ze meer lol hebben. Tot de twee paren elkaar per ongeluk ontmoeten. Ondertussen komen bittere herinneringen boven bij Jack als hij met Karen meegaat naar een bespreking met de leraar van haar stiefkinderen. |                   |           |
| "Tea & A Total Lack Of Sympathy" | 11 januari 2000   | 32 (2.10) |
| Grace en Jack gaan naar een opname van de Amerikaanse versie van Tussen Kust en Kitch; Grace om lol te hebben in doen alsof ze een fortuin verwacht en Jack om de knappe presentator te ontmoeten. Ondertussen stuurt Wills nieuwe baas hem eropuit om een grote klant binnen te halen, maar voor Will ligt dit nogal ingewikkeld; hij doelt op Stan Walker, Karens schatrijke echtgenoot. |                   |           |
| "Seeds Of Discontent" | 25 januari 2000   | 33 (2.11) |
| Grace is enthousiast als ze op het punt staat Wills beste vriendin tijdens zijn middelbare school te leren kennen; Clair. Tot ze erachter komt dat Claire naar de stad is gekomen om Will om een gunst te vragen; zijn kind. Will komt erachter dat Grace niet wil dat hij Clair een kind schenkt, omdat zij het als haar 'reserve sperma' ziet. |                   |           |
| "He's Come Undone" | 8 februari 2000   | 34 (2.12) |
| Will heeft erotisch getinte dromen over zijn beste vriendin en huisgenote Grace, terwijl hij toch echt homoseksueel is. Hij begint te twijfelen aan zijn geaardheid en bezoekt een therapeut. Ondertussen hebben Jack en Karen ruzie over de manier waarop Karen haar dienstmeid Rosario behandelt. Jack is immers getrouwd met haar, en eist een betere behandeling. |                   |           |
| "Oh Dad, Poor Dad, He's Kept Me In The Closet And I'm So Sad " | 15 februari 2000  | 35 (2.13) |
| Will komt erachter dat zijn vader, George Truman, tegen al zijn collega's heeft gezegd dat Will getrouwd is met Grace. De twee krijgen ruzie, omdat Will wil dat zijn vader hen verteld dat hij homoseksueel is. Ondertussen heeft Karen er een privédetective op uit gestuurd om Jacks biologische vader te vinden. |                   |           |
| "Acting Out" | 22 februari 2000  | 36 (2.14) |
| Jack en Will zijn zo furieus als de Amerikaanse zender NBC weigert een homo-kus overdag uit te zenden, dat ze zelf het heft in handen nemen. Ondertussen vraagt Grace Karen advies over haar vriendje; Josh is naar haar mening iets té lief en zachtzinnig. |                   |           |
| "Advise & Resent" | 29 februari 2000  | 37 (2.15) |
| De baas van Will heeft een blind date voor hem geregeld, en Will kan uit beleefdheid niet afslaan. Gelukkig is Jack daar om hem te adviseren. Grace weet nog steeds niet wat ze met Josh aan moet, en Karen helpt daar niet echt bij. |                   |           |
| "Hey La, Hey La, My Ex-Boyfriend's Back" | 14 maart 2000     | 38 (2.16) |
| De man met wie Will zeven jaar lang een relatie had, Michael, keert terug in zijn leven als klant van Grace. Will denkt dat hij een tweede kans maakt bij de liefde van zijn leven. Ondertussen wil Karen meer verantwoordelijkheden in haar carrièredrang. |                   |           |
| "The Hospital Show" | 28 maart 2000     | 39 (2.17) |
| Als Karens man met een hartaanval wordt opgenomen, haasten Jack, Grace, Will en Rasario zich naar het ziekenhuis. Puur uit verveling maken ze een weddenschap over bij wie Karen het eerst uit zal huilen. Als zij daarachter komt maakt ze er op een typische manier misbruik van. |                   |           |
| "Sweet & Sour Charity" | 4 april 2000      | 40 (2.18) |
| Will en Grace winnen via de radiokaartjes voor een concert waar ze zeer graag naartoe wilden gaan. Om het lot te danken beginnen ze wat vrijwilligerswerk; een kindertoneelstuk in de lokale kerk. Tot dat in de weg komt van het concert. Intussen is Karen in alle staten als erachter komt dat Jack per ongeluk peperdure ontwerpersschoenen van haar heeft weggegeven aan het goede doel. |                   |           |
| "An Affair To Forget" | 18 april 2000     | 41 (2.19) |
| Rob en Ellen, twee van Will en Grace' beste vrienden, vragen de twee als getuige en bruidsmeisje voor hun huwelijk. Dan pas komt de aap uit de mouw over een kortstondige relatie die Grace en Rob hebben gehad. Als wraak hierop wil Ellen met Will slapen. Jack krijgt op het vrijgezellenfeestje van Rob een lichamelijke reactie van een vrouwelijke stripper; iets waar hij allerminst blij mee is...                                                                                               |                   |           |
| "Girls, Interrupted" | 2 mei 2000        | 42 (2.20) |
| Grace besluit Val (uit alf. 1.18) een tweede kans te geven en beleeft een gezellige avond met haar als vriendinnen. Tot Will Val verdenkt van diefstal. Jack is ondertussen verliefd geworden op een man die de homoseksualiteit heeft afgezworen; hij heeft zelfs een 'Welkom Thuis-organisatie' opgericht, om homoseksuelen op het juiste pad te brengen. Jack en Karen bezoeken die bijeenkomst met geheel andere bedoelingen.                                                                        |                   |           |
| "There But For The Grace Of Grace" | 9 mei 2000        | 43 (2.21) |
| Will en Grace krijgen een akelig beeld van de toekomst voorgespiegeld als ze een oud-docent bezoeken. Hij is ook homoseksueel, en met zijn eens beste vriendin heeft hij een bittere relatie. De twee zien in dat om iets heel kleins hun hele relatie kan veranderen. Intussen helpt Ben, de baas van Will, Jack en Karen met koken. |                   |           |
| "My Best Friend's Tush" | 16 mei 2000       | 44 (2.22) |
| Jack heeft een gat in de markt gevonden; meterokussentjes met de naam Jack's Subwaytush. Hij vraagt Will om hulp om financierders te krijgen, en geeft de gesprekken een totaal andere wending. Intussen moet Grace het opnemen tegen een topdesigner van het hoogste niveau om een grote klus binnen te halen. Ze wil zich terugtrekken, maar dan blijkt Karens rijkeluisleven eindelijk van pas te komen en ziet ze de andere kant van haar concurrente in een tent waar Karen haar mee naartoe neemt. |                   |           |
| "Ben? Her?, deel 1" | 23 mei 2000       | 45 (2.23) |
| Will wil dat Grace en Ben eindelijk goed met elkaar overweg kunnen, en nodigt ze daarom beide uit om een diner te houden. De twee blijken het echter beter met elkaar te vinden dan verwacht en beginnen een relatie. Intussen betrapt Jack Rosario in bed met de tuinman. |                   |           |
| "Ben? Her?, deel 2" | 23 mei 2000       | 45 (2.23) |
| Will weet niet zo goed wat hij moet denken van de relatie tussen Ben en Grace, tot hij ziet dat Ben ook met een andere vrouw heeft. Grace blijkt echter anders te denken over monogamie. Als Rosario van Jack wil scheiden, wil Jack Karen voor de rechter slepen om alimentatie te eisen. |                   |           |

## Seizoen 3 (2000-2001)
| Titel | Uitzenddatum VS  | Nr.       |
| --- | ---------------- | --------- |
| “New Will City” | 12 oktober 2000  | 46 (3.01) |
| Als Will na drie maanden van de Virgin Eilanden terugkeert naar New York, komt hij erachter dat zijn beste vrienden Jack en Grace wel heel erg dicht tot elkaar zijn gekomen. Grace zit met een dilemma; moet ze voor de lieve en zachte Josh kiezen, of voor de stoere en rijke Ben? Jack lost het probleem voor haar op. Intussen laat Karen haar dienstmeid Rosario in de bak draaien voor zwarte parels die zij probeerde mee te smokkelen.                                               |                  |           |
| “Fear and Clothing” | 19 oktober 2000  | 47 (3.02) |
| Als er iemand heeft geprobeerd in te breken bij Grace, is ze doodsbang. Ze zoekt onderdak bij haar beste vriend Will, maar zijn gastenverblijf wordt bezet door de thuisloze Jack. Karen en Jack hebben ruzie over de scheiding tussen Jack en Rosaria; Jack probeerde zijn vriendin te poot te draaien. |                  |           |
| “Husbands and Trophy Wives” | 19 oktober 2000  | 48 (3.03) |
| Will en Jack zijn verheugd op een feestje bij hun wilde vrienden Joe en Larry. Zij hebben echter allemaal hun wilde haren verloren en hebben allen een baby geadopteerd. Will stelt zich voor als vrijwilliger om op te passen, tot Jacks ongenoegen. Jack en Ben gaan naar een jachtclub, waar Grace vermoedt dat Karen jaloers is op de relatie tussen Ben en haar. Rosario legt haar het probleem uit; Karen bereikt de leeftijd die haar mans ex had toen hij haar verliet.               |                  |           |
| "Girl Trouble" | 26 oktober 2000  | 49 (3.04) |
| Grace neemt een ambitieuze stagiaire aan; Gillian, die wel heel erg hopeloos op zoek is naar een sterk rolmodel. Grace is gevleid, tot Gillian Karen ontmoet en haar gaat imiteren. Intussen voeren Jack en Will een stukje op voor de politie om homofobie te bestrijden. Jack kan het echter niet goed vinden met de lesbische vrouwen die meespelen. |                  |           |
| "Grace O, Jack 2000" | 2 november 2000  | 50 (3.05) |
| Grace probeert het uit te maken met Ben, omdat ze het gevoel heeft dat hun relatie nergens naartoe gaat. Ben accepteert het echter niet. Jack blaast zijn cabaretcarrière nieuw leven in met zijn onemanshow ”Jack 2000 |                  |           |
| "Love Plus One" | 9 november 2000  | 51 (3.06) |
| Als Grace gevraagd wordt voor een triootje met een ex wijst ze direct af. Tot ze de reacties van Will en Karen hoort; zij hadden het verwacht, omdat ze haar preuts vonden. Grace laat het er niet bij zitten. Jack roept intussen de hulp van Will in bij het verleiden van een intellectuele klant bij zijn nieuwe baan. |                  |           |
| "Gypsies, Tramps and Weed" | 16 november 1998 | 52 (3.07) |
| Voor zijn verjaardag krijgt Will een gratis bezoekje bij een medium. Haar uitspraken blijken te kloppen, tot ze een schokkende onthulling doet; Will zal de rest van zijn leven doorbrengen met ene Jack. Maar zo vreemd blijkt de situatie niet. Grace heeft wroeging als ze een man heeft laten ontslaan, en huurt de man in. Hij maakt echter misbruik van haar vertrouwen. Jack ontmoet de enige echte Cher, maar denkt dat hij met een travestiet te maken heeft.                        |                  |           |
| "Lows In The Mid-Eighties, deel 1" | 23 november 2000 | 53 (3.08) |
| In een flashback naar Thanksgiving van 1985 zien we hoe Grace Will meeneemt naar haar familie. Will raakt in paniek als Grace seks met hem wil, en vraagt haar ten huwelijk; dit tegen het advies van Jack in. Ondertussen vertelt Karen hoe ze Rosario ontmoette en voor Stan viel. |                  |           |
| "Lows In The Mid-Eighties, deel 2" | 23 november 2000 | 53 (3.08) |
| Toen Will uit de kast kwam in de jaren 80 tegenover Grace, zijn familie en zijn vrienden hebben hij en Grace een jaar lang niet met elkaar gesproken. Tot ze elkaar weer tegenkomen en het goedmaken. Ook in 1986 betuigt Jack zijn gevoelens tegenover Will, die hem afwijst. Ook komt Grace achter een pijnlijk feitje uit het verleden. |                  |           |
| "Three’s a Crowd, Six is a Freek show" | 14 december 2000 | 54 (3.09) |
| Grace schaamt zich als ze een grote zweer op haar gezicht heeft, maar haar vriendje blijkt niet oppervlakkig. Grace zelf heeft er moeite mee dat ook niet te blijven als ze erachter komt dat hij aan een voet zes tenen heeft. De vriendschap tussen Will en Jack staat op het spel als ze beide voor dezelfde man vallen. |                  |           |
| "Coffee & Commitment" | 4 januari 2001   | 55 (3.10) |
| De vrienden van Will en Grace, Joe en Larry, gaan trouwen. Vlak voor de bruiloft zegt Will dat hij het zat is om overal voor te betalen, en laat Grace op het laatste moment zonder cadeau. Jack is intussen verslaafd aan ijskoffie, en Karen helpt hem af te kicken door ook met koffie te stoppen. Tot ze zonder alcohol komt te zitten bij de bruiloft en zelf afkickverschijnselen krijgt.                                                                                               |                  |           |
| "Swimming Pools... Movie Stars" | 11 januari 2001  | 56 (3.11) |
| Will en Grace doen zich voor als een rijk koppel om het huis van de cabaretière Sandra Bernhard te zien. Ze worden vrienden, tot Sandra een bod van een miljoen accepteert dat Will uit wanhoop doet. De stiefzoon van Karen, Mason, zoekt haar liefde als hij meedoet in zwemwedstrijden. Jack is intussen in gevecht met het internetbieden op spullen van bekende mensen. |                  |           |
| "Crazy in Love" | 1 februari 2001  | 57 (3.12) |
| De man die Jack probeerde te versieren in zijn winkel (zie 3.06) gaat uit met Will. Hij blijkt sportverslaggever te zijn, en Will oefent hard in sporten om in een goed daglicht te staan. Jack en Karen huren Grace in om Jacks nieuwe appartement in te richten. Tot ze een vervalst briefje van ‘Grace' dokter’ zien dat Grace heeft getekend om onder haar juryplicht uit te komen. Nu denken de twee achter dat Grace echt persoonlijkheidsstoornissen heeft.                            |                  |           |
| "Brothers, a Love Story" | 8 februari 2001  | 58 (3.13) |
| Will is geschokt als blijkt dat Matt nog niet uit de kast is gekomen en Will aan iedereen voorstelt als zijn broer. Grace vindt dat hij een statement moet maken. Karen en Jack komen erachter dat Stan in zijn testament heeft laten zetten dat een groot deel van zijn erfenis naar het goede doel gaat. |                  |           |
| "My Uncle the Car" | 15 februari 2001 | 59 (3.14) |
| Als Grace de oude auto van haar oom Jerry aan een non (gespeeld door Ellen DeGeneres) verkoopt, krijgt ze later enorme spijt. Jack, ondertussen, denkt dat hij van Afro-Amerikaanse afkomst is, en Karen speelt met haar vriend Beverly Leslie om de huishoudster Rosario. |                  |           |
| "Cheaters, deel 2" | 22 februari 2001 | 60 (3.15) |
| Grace betrapt de vader van Will op een avondje uit met een ‘collega’, maar door de sfeer en hun stijfheid vermoedt ze dat George vreemdgaat. Als ze dit probleem voorlegt aan Karen denkt zij dat het om Stan gaat. |                  |           |
| "Cheaters, deel 2" | 22 februari 2001 | 60 (3.15) |
| Jack en Karen achtervolgen Stan, om te zien of hij een affaire heeft. Intussen ontmoeten Will en Grace Tina, en geeft George toe dat hij een affaire heeft. Er komt veel familieleed naar boven, en Grace belooft zich niet meer met Wills familiezaken te bemoeien. |                  |           |
| "Mad Dogs and Average Men" | 15 maart 2001    | 61 (3.16) |
| Will gaat alleen uit met een man voor zijn grote, zachte hond, maar het wordt lastig als hij die kwijtraakt. Intussen valt Grace voor de neef van Karen, Sumner, maar Karen lijkt er alles aan te doen om de twee niet bij elkaar te lopen komen. Ze vindt Grace blijkbaar niet goed genoeg voor haar familie... |                  |           |
| "Poker? I Don’t Even Like Her!" | 29 maart 2001    | 62 (3.17) |
| Will en Grace spelen poker met hun vrienden, maar het agressieve spel van Grace irriteert iedereen. Tot blijkt dat ze valsspeelt. Karen en Jack gebruiken een vrouw met wie Karen een haat-liefde relatie heeft als proefkonijn voor een experimentele schouderoperatie. |                  |           |
| "An Old-Fashioned Piano=Party" | 19 april 2001    | 63 (3.18) |
| Grace heeft het gevoeld dat haar vriendschap met Will slechts tijdelijk is, en schaft daarom een piano aan als een bindend middel. Will wordt echter gek van het feit dat Grace zo veel beslag op zijn tijd legt. Karen raakt verslaafd aan de erotische homoseks-verhalen die Jack schrijft na zijn stukgelopen relatie met Rocco. Tot de twee weer bij elkaar komen en Jack stopt met schrijven...                                                                                          |                  |           |
| "The Young and the Tactless" | 26 april 2001    | 64 (3.19) |
| Grace heeft negatieve ervaringen met haar kinderachtige bovenbuurman, maar valt als een blok voor hem als ze hem romantisch advies probeert te geven. Karen scheept Will en Jack op met haar schoonmoeder, net nu de twee naar de opening van een hippe club willen gaan. |                  |           |
| “Alice Doesn’t Lisp Here Anymore" | 3 mei 2001       | 65 (3.20) |
| Als blijkt dat een oude schoolvriendin van Grace die ze een vervelende bijnaam heeft gegeven is overleden, gaan Will en Grace naar haar begrafenis. Het blijkt echter de grootmoeder van het meisje te zijn dat overleden is. Grace probeert haar excuses aan te bieden, en Will valt als een blok voor de broer van Alice. Intussen denkt Jack dat hij genomineerd is voor een homocabaret-award, en helpt Karen hem met een afwezigheidsfilmpje. Tot blijkt dat Jack niet genomineerd is... |                  |           |
| "Last of the Really Odd Lovers" | 10 mei 2001      | 66 (3.21) |
| Will verbergt zijn relatie met de veel jongere Scott, en Grace met de kinderachtige Nathan. Tot Karen roet in het eten gooit. Jack heeft te maken met een stalker; zijn onderbuurvrouw Val (zie 1.18 en 2.20). Ze is gek van hem en van zijn show, maar Jack voelt ongemakkelijk. Na een tijdje begint hij haar afwezigheid echter te missen. |                  |           |
| "Sons and Lovers, deel 1" | 17 mei 2001      | 67 (3.22) |
| Het klinkt niet helemaal tussen Will en Nathan, en de spanning loopt nog verder op als Nathan bij Will en Grace intrekt. Intussen zoeken Jack en Karen wanhopig naar Jacks biologische vader. |                  |           |
| "Sons and Lovers, deel 2" | 17 mei 2001      | 67 (3.22) |
| Als blijkt dat Jacks vader al drie jaar dood is zit Jack in een diepe dip. Will ziet eindelijk de goede kant van Nathan als hij Jack troost. Grace is ondertussen bezorgd over hoe Nathan haar relatie met Will zal beïnvloeden. |                  |           |

## Seizoen 4 (2001-2002)
| Nr. | Titel aflevering                             | Uitzenddatum VS   |
| --- | -------------------------------------------- | ----------------- |
| 1   | The Third Wheel Gets the Grace               | 20 september 2001 |
| 2   | Past and Presents                            | 4 oktober 2001    |
| 3   | Crouching Father, Hidden Husband             | 11 oktober 2001   |
| 4   | Prison Blues                                 | 18 oktober 2001   |
| 5   | Loose Lips Sink Relationships                | 25 oktober 2001   |
| 6   | Rules of Engagement                          | 1 november 2001   |
| 7   | Bed, Bath and Beyond                         | 8 november 2001   |
| 8   | Star-Spangled Banter                         | 15 november 2001  |
| 9   | Moveable Feast                               | 22 november 2001  |
| 10  | Stakin' Care of Business                     | 6 december 2001   |
| 11  | Jingle Balls                                 | 13 december 2001  |
| 12  | Whoa, Nelly!                                 | 10 januari 2002   |
| 13  | Grace in the Hole                            | 17 januari 2002   |
| 14  | Dyeing Is Easy, Comedy Is Hard               | 31 januari 2002   |
| 15  | A Chorus Lie                                 | 7 februari 2002   |
| 16  | Someone Old, Someplace New                   | 28 februari 2002  |
| 17  | Something Borrowed, Someone's Due            | 7 maart 2002      |
| 18  | Cheatin' Trouble Blues                       | 28 maart 2002     |
| 19  | Went to a Garden Potty                       | 4 april 2002      |
| 20  | He Shoots, They Snore                        | 11 april 2002     |
| 21  | Wedding Balls                                | 18 april 2002     |
| 22  | Fagel Attraction                             | 25 april 2002     |
| 23  | Hocus Focus                                  | 2 mei 2002        |
| 24  | A Buncha White Chicks Sittin' Around Talkin' | 9 mei 2002        |
| 25  | A.I.: Artificial Insemination                | 16 mei 2002       |

## Seizoen 5 (2002-2003)
| Nr. | Titel aflevering                          | Uitzenddatum VS   |
| --- | ----------------------------------------- | ----------------- |
| 1   | ...And the Horse He Rode in On            | 26 september 2002 |
| 2   | Bacon and Eggs                            | 3 oktober 2002    |
| 3   | The Kid Stays Out of the Picture          | 10 oktober 2002   |
| 4   | Humongous Growth                          | 17 oktober 2002   |
| 5   | It's the Gay Pumpkin, Charlie Brown       | 31 oktober 2002   |
| 6   | Boardroom and a Parked Place              | 7 november 2002   |
| 7   | The Needle and the Omelet's Done          | 14 november 2002  |
| 8   | Marry Me a Little, Marry Me a Little More | 21 november 2002  |
| 10  | The Honeymoon's Over                      | 5 december 2002   |
| 11  | All About Christmas Eve                   | 12 december 2002  |
| 12  | Field of Queens                           | 9 januari 2003    |
| 13  | Fagmalion Part 1: Gay It Forward          | 16 januari 2003   |
| 14  | Fagmalion Part 2: Attack of the Clones    | 30 januari 2003   |
| 15  | Homojo                                    | 6 februari 2003   |
| 16  | Women and Children First                  | 13 februari 2003  |
| 17  | Fagmalion Part 3: Bye Bye Beardy          | 20 februari 2003  |
| 18  | Fagmalion Part 4: The Guy Who Loved Me    | 13 maart 2003     |
| 19  | Sex, Losers & Videotape                   | 3 april 2003      |
| 20  | Leo Unwrapped                             | 17 april 2003     |
| 21  | Dolls and Dolls                           | 24 april 2003     |
| 22  | May Divorce Be with You                   | 1 mei 2003        |
| 23  | 23                                        | 8 mei 2003        |
| 24  | 24                                        | 15 mei 2003       |

## Seizoen 6 (2003-2004)
| Nr. | Titel aflevering                | Uitzenddatum VS   |
| --- | ------------------------------- | ----------------- |
| 1   | Dames at Sea                    | 25 september 2003 |
| 2   | Last Ex to Brooklyn             | 2 oktober 2003    |
| 3   | Home Court Disadvantage         | 9 oktober 2003    |
| 4   | Me and Mr. Jones                | 16 oktober 2003   |
| 5   | A-Story, Bee-Story              | 30 oktober 2003   |
| 6   | Heart Like a Wheelchair         | 6 november 2003   |
| 7   | Nice in White Satin             | 13 november 2003  |
| 8   | Swimming from Cambodia          | 20 november 2003  |
| 9   | Strangers with Candice          | 4 december 2003   |
| 10  | Fanilow                         | 11 december 2003  |
| 11  | The Accidental Tsuris           | 15 januari 2004   |
| 12  | A Gay/December Romance          | 22 januari 2004   |
| 13  | Ice Cream Balls                 | 10 februari 2004  |
| 14  | Looking for Mr. Good Enough     | 19 februari 2004  |
| 15  | Flip-Flop: Part 1               | 26 februari 2004  |
| 16  | Flip-Flop: Part 2               | 4 maart 2004      |
| 17  | East Side Story                 | 11 maart 2004     |
| 18  | Courting Disaster               | 18 maart 2004     |
| 19  | No Sex 'N' the City             | 25 maart 2004     |
| 20  | Fred Astaire and Ginger Chicken | 1 april 2004      |
| 21  | I Never Cheered for My Father   | 8 april 2004      |
| 22  | Speechless                      | 22 april 2004     |
| 23  | I Do                            | 29 april 2004     |
| 24  | Oh, No, You Di-in't             | 29 april 2004     |

## Seizoen 7 (2004-2005)
| Nr. | Titel aflevering                | Uitzenddatum VS   |
| --- | ------------------------------- | ----------------- |
| 1   | FYI: I Hurt, Too                | 16 september 2004 |
| 2   | Back Up, Dancer                 | 26 september 2004 |
| 3   | One Gay at a Time               | 30 september 2004 |
| 4   | Company                         | 7 oktober 2004    |
| 5   | Key Party                       | 14 oktober 2004   |
| 6   | The Newlydreads                 | 21 oktober 2004   |
| 7   | Will & Grace & Vince & Nadine   | 4 november 2004   |
| 8   | Saving Grace, Again: Part 1     | 11 november 2004  |
| 9   | Saving Grace, Again: Part 2     | 18 november 2004  |
| 10  | Queens for a Day: Part 1        | 25 november 2004  |
| 11  | Queens for a Day: Part 2        | 25 november 2004  |
| 12  | Christmas Break                 | 9 december 2004   |
| 13  | Board Games                     | 6 januari 2005    |
| 14  | Partners                        | 13 januari 2005   |
| 15  | Bully Woolley                   | 3 februari 2005   |
| 16  | Dance Cards & Greeting Cards    | 10 februari 2005  |
| 17  | The Birds and the Bees          | 17 februari 2005  |
| 18  | The Fabulous Baker Boy          | 24 februari 2005  |
| 19  | Sour Balls                      | 17 maart 2005     |
| 20  | The Blonde Leading the Blind    | 21 april 2005     |
| 21  | It's a Dad, Dad, Dad, Dad World | 5 mei 2005        |
| 22  | From Queer to Eternity          | 10 mei 2005       |
| 23  | Friends with Benefits           | 19 mei 2005       |
| 24  | Kiss and Tell                   | 19 mei 2005       |

## Seizoen 8 (2005-2006)
| Nr. | Titel aflevering               | Uitzenddatum VS   |
| --- | ------------------------------ | ----------------- |
| 1   | Alive and Schticking           | 29 september 2005 |
| 2   | I Second That Emotion          | 6 oktober 2005    |
| 3   | The Old Man and the Sea        | 13 oktober 2005   |
| 4   | Steams Like Old Times          | 20 oktober 2005   |
| 5   | The Hole Truth                 | 3 november 2005   |
| 6   | Love Is in the Airplane        | 10 november 2005  |
| 7   | Birds of a Feather Boa         | 17 november 2005  |
| 8   | Swish Out of Water             | 24 november 2005  |
| 9   | A Little Christmas Queer       | 8 december 2005   |
| 10  | Von Trapped                    | 5 januari 2006    |
| 11  | Bathroom Humor                 | 12 januari 2006   |
| 12  | Forbidden Fruit                | 19 januari 2006   |
| 13  | Cop to It                      | 26 januari 2006   |
| 14  | I Love L. Gay                  | 2 februari 2006   |
| 15  | The Definition of Marriage     | 9 februari 2006   |
| 16  | Grace Expectations             | 16 maart 2006     |
| 17  | Cowboys and Iranians           | 23 maart 2006     |
| 18  | Buy, Buy Baby                  | 30 maart 2006     |
| 19  | Blanket Apology                | 6 april 2006      |
| 20  | The Mourning Son               | 27 april 2006     |
| 21  | Partners 'n' Crime             | 4 mei 2006        |
| 22  | Whatever Happened to Baby Gin? | 11 mei 2006       |
| 23  | The Finale                     | 18 mei 2006       |